# Mubi
Pour le site de vidéo à la demande, voir MUBI.
Mubi est une ville de l'État d'Adamawa au Nigeria.

## Géographie
La ville, au nord de Yola, est à 40% musulmane et à 40-50% chrétienne.
Aux alentours, deux lieux importants en histoire locale : Uba, et Wintin, lieu d'origine d'un important chef militaire nigérian de 2014.

## Histoire récente
La ville a été visitée par Boko Haram le 6 janvier 2012.
Elle a été à nouveau conquise par Boko Haram fin octobre 2014.